# Mirosław Hermaszewski
Mirosław Hermaszewski, né le 15 septembre 1941 à Lipniki (pl) (Ukraine occupée) et mort le 12 décembre 2022 à Varsovie (Pologne), est un cosmonaute polonais. 
Il est le premier et seul cosmonaute polonais à entrer dans l'espace, dans une mission soviétique en 1978.

## Biographie
Mirosław Hermaszewski est né le 15 septembre 1941 à Lipniki en Volhynie, un petit village de l'ancienne voïvodie de Volhynie à l'Est de la Pologne, conquis par l'URSS puis par l'Allemagne nazie, et aujourd'hui détruit et situé en Ukraine). 
La 26 mars 1943 a lieu un des massacres des Polonais en Volhynie. 182 habitants du village sont tués. Mirosław, qui a un an et demi, survit miraculeusement avec sa mère. 
Son père est tué quelques mois plus tard par des banderites.
Après la guerre, sa famille s'installe à Wołów, près de Wrocław.
Ensuite, Mirosław est devenu le premier et jusqu'à présent le seul cosmonaute polonais. 

### Vol réalisé
Mirosław Hermaszewski réalise un unique vol en tant qu'expérimentateur à bord de Soyouz 30 le 27 juin 1978.

## Citation
« L'apesanteur survient brusquement. Je planais comme si j'avais été à l'intérieur d'une bulle de savon. Pareil à un enfant dans le sein de mon vaisseau spatial, j'étais pourtant toujours le rejeton de ma Mère la Terre. »